# شريف علي محمد حماد
شريف علي محمد حماد هو وزير البحث العلمي  في وزارة إبراهيم محلب الثانية (17 يونيو 2014 - 12 سبتمبر 2015)

## سيرته
حصل د. شريف علي محمد حماد على البكالوريوس في الهندسة في 1 يونيو 1983، وعلى درجة الماجستير في 23 نوفمبر 1987، وحصل على الدكتوراه من كلية الهندسة بجامعة عين شمس نوفمبر 1992،ويعد الدكتور شريف حماد أستاذًا متخصصًا في الحاسبات والنظم بكلية الهندسة، ثم أصبح وكيل الكلية لشئون التعليم والطلاب في 20 نوفمبر 2011، ثم فاز حماد في الانتخابات بجامعة عين شمس على منصب عميد كلية الهندسة لمدة ثلاث سنوات.
تم تكليف الدكتور شريف حماد ب وزارة البحث العلمي في وزارة إبراهيم محلب الثانية التي أدت اليمين الدستورية يوم 17 يونيو 2014.